# Grover Hill (Ohio)
Pour les articles homonymes, voir Grover Hill.
Grover Hill est un village américain situé dans le comté de Paulding, dans l'Ohio. Selon le recensement de 2010, sa population est de 402 habitants.